# Anania acutalis
Anania acutalis is een vlinder van de familie van de grasmotten (Crambidae). De wetenschappelijke naam van deze soort is voor het eerst voorgesteld als Pionea acutalis door Paul Dognin in een publicatie uit 1905.
De soort komt voor in Ecuador.